# Carlo Levi
Carlo Levi (Turín, 29 de noviembre de 1902 - Roma, 4 de enero de 1975) fue un escritor, médico, pintor, comerciante y antifascista italiano.

## Biografía

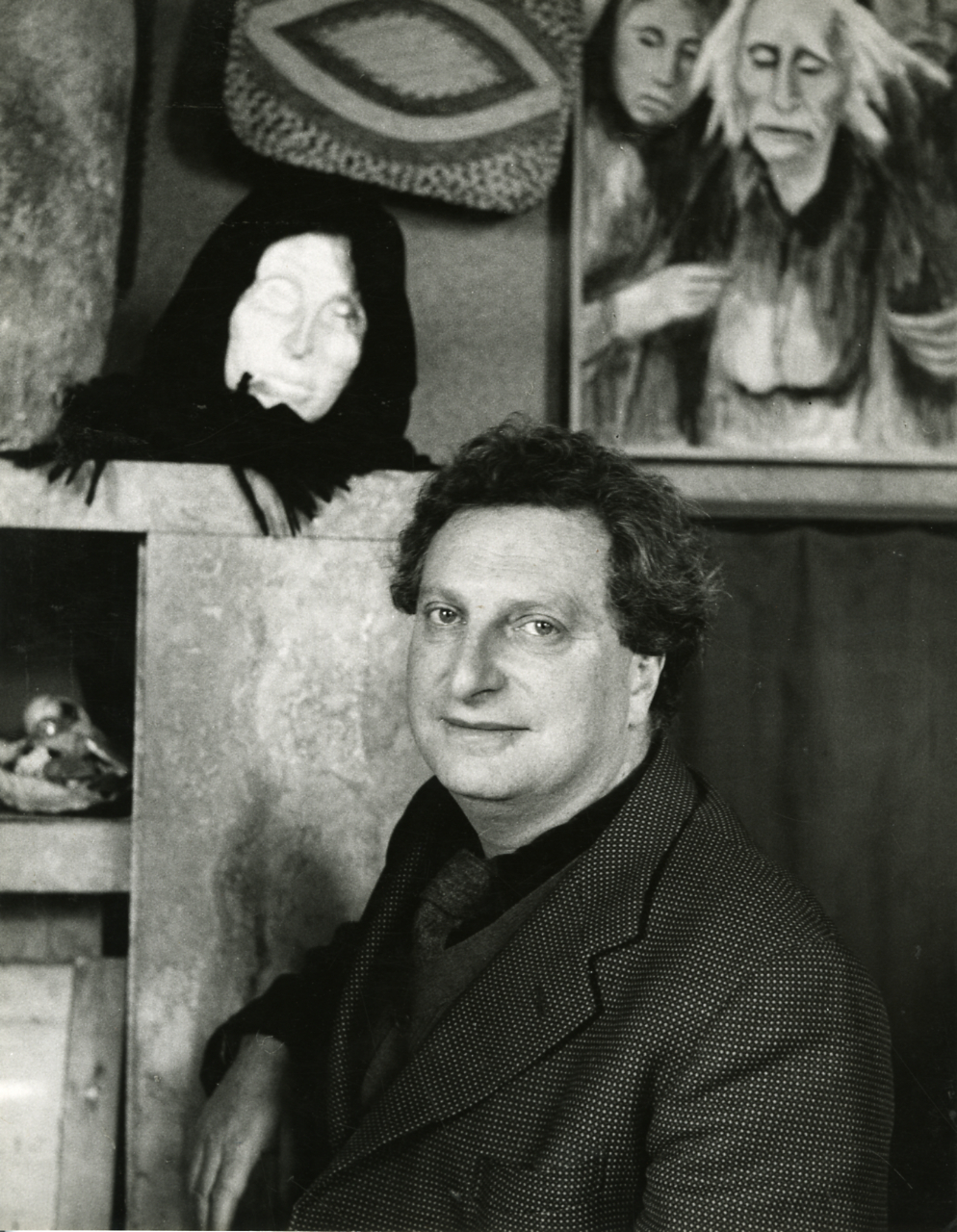
Carlo Levi en 1955. Foto de Paolo Monti (Fondo Paolo Monti, BEIC).

Levi nació en Turín, Piamonte, hijo del acaudalado médico judío Ercole Levi y de Annetta Treves, hermana de Claudio Treves, líder del Partido Socialista Italiano. En 1917 terminó el bachillerato en el Liceo Alfieri y posteriormente estudió Medicina en la Universidad de Turín, donde se licenció en 1924 con excelentes calificaciones. Durante su estancia en la universidad, Levi entabló amistad con Piero Gobetti, quien despertó su interés por el activismo político, que continuaría a lo largo de toda su vida. Poco después de graduarse en la Universidad de Turín, Levi expuso algunas de sus obras en la XIV Bienal de Venecia.
Levi nunca abandonó del todo sus estudios de medicina y trabajó como ayudante del profesor Micheli en la Clínica de la Universidad de Turín de 1924 a 1928, dedicándose a la investigación de hepatopatías y enfermedades del tracto biliar. Durante el mismo periodo, Levi continuó sus estudios de especialización en París con el profesor Bourguignon, entre otros, aunque en 1927 ya había decidido dedicarse a la pintura. La temprana estancia de Levi en París, como pintor y como estudiante de medicina, le puso en contacto con muchas personalidades notables del siglo XX, como Serguéi Prokófiev, Ígor Stravinski, Alberto Moravia, Giorgio de Chirico y otros. Vivió casi exclusivamente en París de 1932 a 1934 y, durante su estancia allí, asistió en 1933 al funeral de su tío (hermano de su madre), Claudio Treves.

## Trayectoria
En 1929 fundó, junto con Carlo y Nello Rosselli, un movimiento antifascista llamado Giustizia e Libertà, convirtiéndose en líder de la rama italiana junto con Leone Ginzburg, un judío ruso de Odesa que había emigrado con sus padres a Italia. También se unió a Francesco Menzio en el «Gruppo dei Sei» («Grupo de los seis»), todos pintores de Turín, entre ellos Jessie Boswell, Gigi Chessa, Nicola Galante y Enrico Paulucci.
Como consecuencia de su activismo y su participación en movimientos antifascistas, Levi fue detenido y exiliado a Aliano (Gagliano en Cristo si è fermato a Eboli) y Grassano, dos pueblos de una remota zona de Italia llamada Lucania (actualmente Basilicata) entre 1935 y 1936. Allí se encontró con una pobreza casi desconocida en la próspera Italia septentrional. Durante su estancia, Levi trabajó como médico para los habitantes del pueblo, aunque nunca había ejercido la medicina después de licenciarse. Durante su exilio dedicó gran parte de su tiempo a la pintura.

Tras su liberación, se trasladó a Francia, donde vivió de 1939 a 1941. En 1941 regresó a Italia, y más tarde fue detenido de nuevo en Florencia y encarcelado en la prisión de Murate. Fue liberado tras la detención de Benito Mussolini y se refugió frente al Palacio Pitti, donde escribió Cristo si è fermato a Eboli. La novela fue llevada al cine por Francesco Rosi en 1979, con el mismo título. Le dio relevancia no solamente a nivel nacional sino europeo; ha sido traducida al español, catalán, gallego y euskera. La plaza lleva su nombre. 

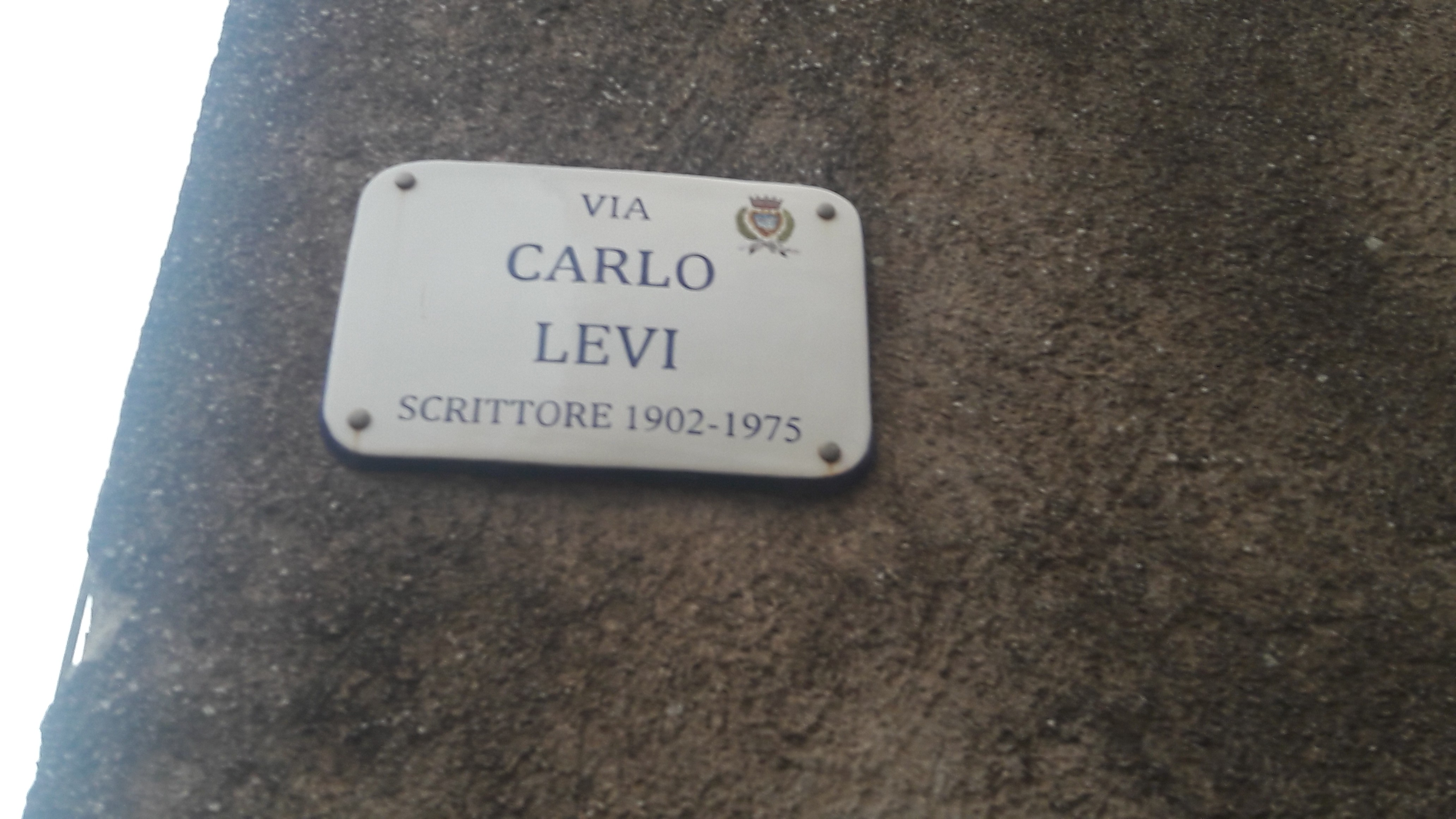
Placa de calle con su nombre en Erice, Sicily

Tras la Segunda Guerra Mundial, se trasladó a Roma y de 1945 a 1946 fue editor de L'Italia Libera', la publicación del Partito d'Azione, una organización antifascista surgida de la tradición republicana. Siguió escribiendo y pintando, y expuso en Europa y Estados Unidos. Entre sus obras escritas figuran L'Orologio (El reloj) (1950), Le parole sono pietre (Las palabras son piedras) (1955) y Il Futuro ha un Cuore Antico (El futuro tiene un corazón antiguo) (1956). En 1963 fue elegido senador independiente por el Partido Comunista; fue reelegido en 1968 y ocupó el escaño hasta 1972. 
Murió de neumonía en Roma el 4 de enero de 1975, y fue sepultado en Aliano, según su deseo.  
La Galería «Persiana» de Palermo expuso su última obra, Apolo y Dafne, realizada sobre un tambor de piel de cabra el día anterior a su ingreso en el hospital. 

## Obras
A continuación figura una lista de las principales obras de Carlo Levi.  La editorial (en su caso) y la fecha de publicación siguen a cada obra:.
- El miedo a la pintura (1942);
- Cristo si è fermato a Eboli, Einaudi, Turín, (1945);
- Paura della libertà,Turín, (1946);
- L'orologio,Turín, (1950);
- Le parole sono pietre,Turín, (1955);
- II futuro ha un cuore antico, Einaudi, Turín (1956); Premio Viareggio.
- La doppia notte dei tigli, Einaudi, Turín (1959);
- Un volto che ci somiglia (Ritratto dell'Italia) Einaudi, Turín (1960);
- Tutto il miele è finito, Einaudi, Turín (1964);
- Quaderno a cancelli, Einaudi, Turín (1979); publicado póstumamente).
- Coraggio dei miti (Scrìtti contemporanei 1922-1974). De Donato (1975); publicación póstuma.
- Carlo Levi inedito: con 40 disegni della cecità, Donato Sperduto (ed.), Edizioni Spes, Milazzo, (2002).

A lo largo de su vida, Levi escribió también numerosos prefacios e introducciones para muchos autores. También se han publicado colecciones de sus obras después de su muerte, en particular ensayos, escritos varios y poesía.

## Traducciones
- Cristo se detuvo en Éboli. Traducción de Carlos Manzano, Gadir, 2005. ISBN 84-934045-5-1
- El reloj. Traducción de Carlos Manzano, Gadir, 2007. ISBN 84-935382-6-4

## Obras pictóricas
Los críticos consideran que el destierro en Lucania, en el periodo 1935-36 marcó el fin de la fase lírica turinesa y de las instancias impresionistas de la pintura del periodo 1931 a 1933. En Lucania alcanzó el tope de su evolución figurativa.
- Retrato del padre. 1921
- El hermano y la hermana. 1925 (Il fratello e la sorella)
- El gasómetro. 1926 (Le officine del gas)
- Cándida. 1927
- París. 1927
- Mujer con cloque. 1928
- Autorretrato con barba. 1929
- Velas. 1929
- Caramelos Baratti. 1930
- Retrato de la madre. 1930
- Héroe chino. 1932
- Retrato de Carlo Roselli.[5] 1932
- Leone Ginzburg (retrato). 1933
- La bruja y el niño. 1936 (La strega e il bambino, probablemente Giulia, personaje de Cristo se detuvo en Éboli))
- Retrato de Paola, vestido floreado. 1938
- Retrato de Gadda. 1942
- La guerra partisana. 1944 (La guerra partigiana)
- Retrato de Pablo Neruda. 1950
- Infierno y Paraíso. 1972